# Matronae Abirenae
Die Abirenae sind Matronen, die aus dem 3. Jahrhundert inschriftlich durch einen Votivstein aus Köln-Deutz belegt sind. In der Inschrift sind sie neben Gottheiten (Hercules Magusanus), beziehungsweise göttlichen Wesen zusammen mit den Matronae Mahalinehae vergesellschaftet. Eine lautlich verwandte Form zu den Abirenae ist der Beleg der Abioreneses.
Der Beiname ist eine Ableitung von einem zugrundeliegenden keltischen Ethnonym „Ambirenae“ = „die am Rhein wohnenden“, vergleichbar mit dem Namen der Ambidravier. Der Name stellt sich als ein keltisches Kompositum dar aus den Gliedern Ambi- mit der Bedeutung von „um etwas (herum) sein oder liegen/umhegen“ und dem latinisierten Glied -renae aus keltisch -renus für den Flussnamen des Rheins. Die Bedeutung lässt sich daher als „die auf beiden Seiten des Rheins wohnenden oder verehrten Matronen“ erklären.